# Уилям Ломбарди
Уилям Джеймс Ломбарди (на английски: William James Lombardy) е американски гросмайстор, шахматен писател и треньор, и бивш римокатолически свещеник.

## Биография
През 1956 г. спечелва откритото първенство по шахмат на Канада. На следващата година Ломбарди става световен шампион за юноши до 20 години, както и първият американец световен шампион в някоя от различните категории. Печели световното първенство в Торонто през 1957 г. с перфектен резултат - 11 точки от 11 партии, единственият случай, в който е постигнат такъв резултат на световни първенства за младежи и мъже. С това покрива нормата за международен майстор. Допълнително Ломбарди играе мини мач от две партии с тогавашния световен шампион Михаил Ботвиник, като сблъсъка между двамата завършва реми.
Ломбарди играе на първа дъска за американския отбор, който спечелва световното отборно студентско първенство в Ленинград, СССР, проведено през 1960 година. На това събитие американецът побеждава бъдещия световен шампион Борис Спаски в тяхната индивидуална партия. Ломбарди също печели индивидуален златен медал от първенството, за най-добро представяне на първа дъска. 
Ломбарди представя страната си на 7 шахматни олимпиади (1958, 1960, 1968, 1970, 1974, 1976 и 1980) и участва много пъти в американското първенство по шахмат. На олимпиадата в Лайпциг през октомври - ноември 1960 г. играе на 2-ра дъска в отбора на САЩ. На първа е вече Боби Фишер. Ломбарди завършва реми срещу детронирания световен шампион Ботвиник, накрая постига общ резултат 11,5 точки от 17 възможни (8+, 7=, 2–) и завоюва титлата „Гросмайстор“. На първенството на САЩ през 1960-61 завършва на втора позиция зад Фишер и пред Реймънд Вайнщайн. С този резултат, Ломбарди се квалифицира за междузоналния турнир за световно първенство в Стокхолм. Той обаче решава да се оттегли от шампионата и да стане римокатолически свещеник. През 1961 г. Ломбарди започва семинарно обучение в Нюйоркската Архидиоцеанска семинария „Свети Йосиф“ в Дънууди, Йонкърс.

През юли 1961 г. Ломбарди играе на 1-ва дъска на 8-ото световно студентско отборно първенство в Хелзинки, Финландия. Отборът на САЩ завършва втори след СССР. Ломбарди постига 7 победи и 4 ремита, без загуба.
През 1961 г. Ломбарди е класиран на 19-о място в света. Същата година той се завръща в богословската семинария и не играе в американския шампионат 1961-62. 

През юли 1963 г. Ломбарди играе отново на 1-ва дъска за отбора на САЩ на 10-о студентско отборно първенство в Будва, Югославия. Той завършва с резултат 7,5 т. от 11 игри (5+, 5= и 1–). 
През август 1963 г. Ломбардия печели 64-тия Открит шампионат на САЩ по шахмат след допълнителна победа в тай-брек срещу Робърт Бърн, след като и двамата завършват турнира с равни резултати – 11/13 т. Събитието се провежда в Чикаго. Ломбарди също спечели шампионата на САЩ по бърз шах с участието на 265 играчи. Същата година той получава бакалавърска степен по философия в семинарията и колежа в Йонкърс.

През август 1963 г. Ломбардия печели 64-тия Открит шампионат на САЩ по шахматна битка срещу Робърт Бърн, като и двамата отбелязаха 11/13. Събитието се проведе в Чикаго. Ломбардия също спечели шампионата за скорост в САЩ. Имаше 265 играчи. 
През януари 1964 г. Ломбарди е класиран на трето място в САЩ, след Фишер и Решевски. Тази година той учи образователна психология в университета в Сейнт Луис.

През юли 1964 г. Ломбарди разделя 1-во място с Робърт Бърн в откритото първенство на Сейнт Луис.

През юли-август 1964 г. Ломбарди играе отново на 1-ва дъска на 11-о Световно студентско отборно първенство в Краков, Полша и завършва с резултат 5+, 3=, 5–. Това е 7-ият и последен път, когато играе за отбора на САЩ на Световното студентско отборно първенство: 1956, 1957, 1958, 1960, 1961, 1963 и 1964 г. По време на тези състезания той играе 79 партии, от които 40 победи, 31 наравно и 8 загуби. С изключение на 1956 г. (когато е на 2-ра дъска), той играе на 1-ва дъска за екипа на САЩ. Печели два индивидуални златни медала 1956 и 1960 г. Извежда отбора на САЩ до един златен медал (1960) и един сребърен медал (1961). 
През 1972 година, по план Фишер трябва да играе мач с Борис Спаски за титлата световен шампион по шахмат. Пред Фишер се появява проблем, когато пропада възможността гросмайсторът Лари Еванс, да е секундант на Фишер в този мач. Еванс е бил секундант на Фишер в успешните му мачове срещу Тигран Петросян и Бент Ларсен. Тогава Фишер си спомня и се обажда на своя стар приятел Ломбарди да му помогне с мача. Въпреки че Ломбарди по това време е римокатолически свещеник, получава позволение да остави временно задълженията си към църквата в Рейкявик, Исландия и да бъде секундант на Фишер. Мачът между Фишер и Спаски е спечелен от американеца и той става новия световен шампион. 
През 1977 г. Ломбарди се премества в апартамент с две спални в Ню Йорк, за да се грижи за своя приятел и треньор Джак Колинс. Тази година той се отказва от свещеничеството си, защото е загубил вяра в католическата църква, която според него е твърде загрижена за натрупване на богатство. Също така е разочарован от ръководството си в Ню Йорк, не се съгласява с практиката на безбрачие в свещеничеството и напуска духовенството. Работи четири години в застрахователния бизнес. Остава да живее в родния си град Ню Йорк, където пише шахматни книги и продава шахматни уроци онлайн. 
През януари 1978 г. Ломбарди е класиран на 46-о място в света с коефициент ЕЛО 2540. Това е най-високият му рейтинг по време на кариерата му. Продължава да се състезава и поддържа рейтинга си: 2442 през юли 2007 и последен 2473 (февруари 2009, на 71 години). 
Уилям Ломбарди умира от предполагаем инфаркт в дома на своя приятел Ралф Палмиери в град Мартинес, щат Калифорния на 13 октомври 2017 г. на 79 години. 